# Anodontopopillia
Anodontopopillia är ett släkte av skalbaggar. Anodontopopillia ingår i familjen Rutelidae.
Kladogram enligt Catalogue of Life:
| Anodontopopillia | \| \| Anodontopopillia obsti \| \| \| \| \| \| Anodontopopillia subvittata \| \| \| \| |
|                  | \| \| Anodontopopillia obsti \| \| \| \| \| \| Anodontopopillia subvittata \| \| \| \| |
|                  | Anodontopopillia obsti                                                                 |
|                  |                                                                                        |
|                  | Anodontopopillia subvittata                                                            |
|                  |                                                                                        |